# Mandaluyong

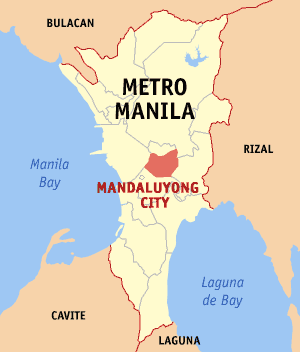
Mandaluyongs läge i Metro Manila.

Mandaluyong (officiellt City of Mandaluyong) är en stad på ön Luzon i Filippinerna. Den är en förort till Manila och är belägen i Metro Manila. Staden har 278 474 invånare (folkräkning 1 maj 2000).
Mandaluyong är indelad i 27 smådistrikt, barangayer, varav samtliga är klassificerade som tätortsdistrikt.